# Acacia barteriana
Acacia barteriana é uma espécie de leguminosa do gênero Acacia, pertencente à família Fabaceae.